# Vera Strojeva
Vera Strojeva (russisk: Ве́ра Па́вловна Стро́ева) (født 21. september 1903 i Kyiv i det Russiske Kejserrige, død 26. august 1991 i Moskva i Sovjetunionen) var en sovjetisk filminstruktør og manuskriptforfatter.

## Filmografi
- Peterburgskaja notj (Петербургская ночь, 1934)
- Boris Godunov (Борис Годунов, 1954)[1][2]